# Albaner i USA

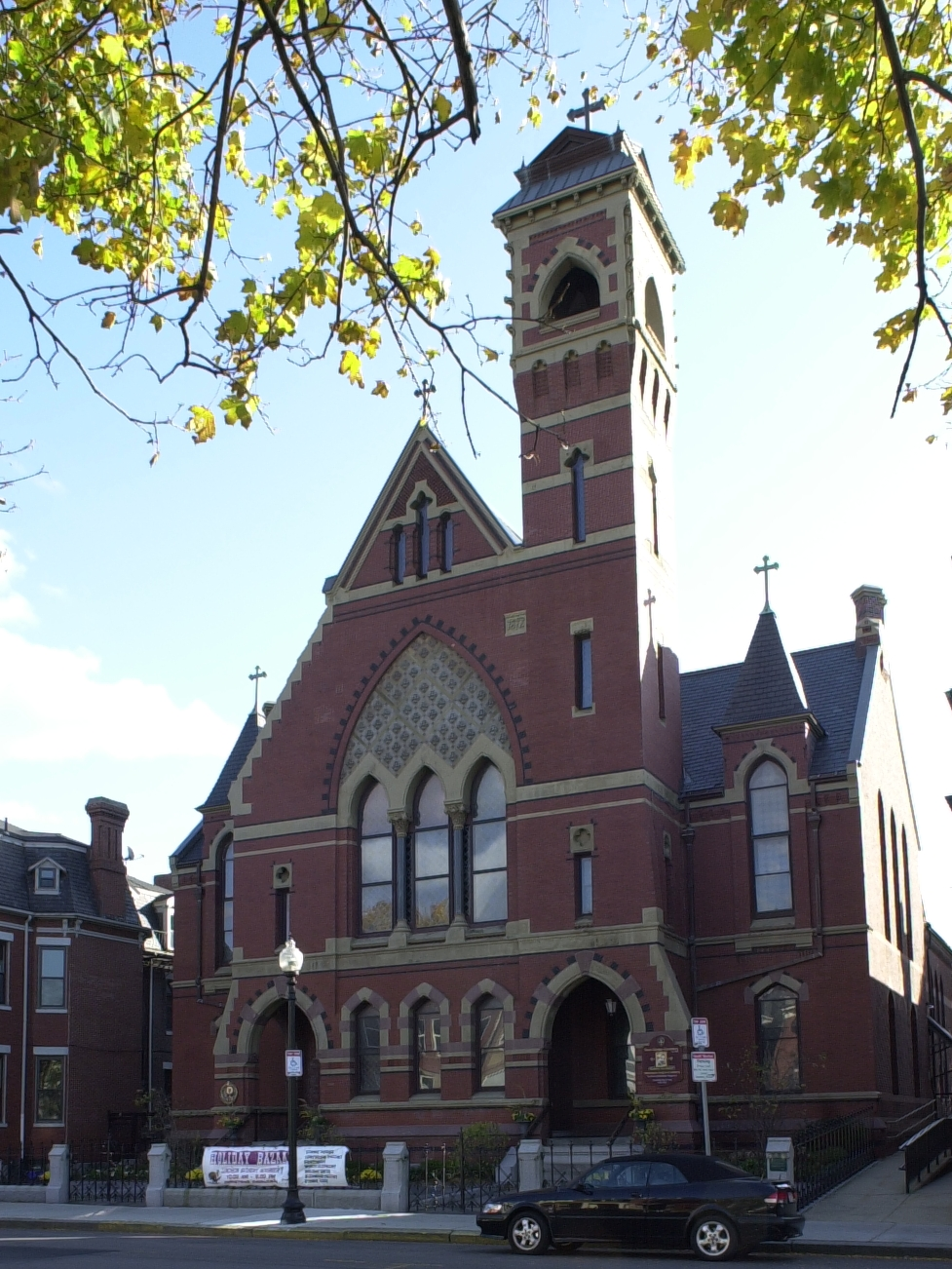
Albansk-ortodoxa katedralen Shën Gjergji i Boston, Massachusetts, USA.

Antalet albaner i USA uppskattas till omkring 200 000 till 300 000.
En av de förste USA-immigranterna från Albanien som vi känner till namnet var Koli Kristofer, som bosatte sig i Boston år 1886. 1892 återkom Koli Kristofer till hemlandet och berättade om resan för sina landsmän. Med på resan åter till USA följde sjutton nya albanska emigranter.
De många albaner som utvandrade till USA under 1900-talet började organisera sig och grunda kyrkor, de skapade albanska nyhetstidningar och annat som bevarade den albanska kulturen i USA till idag.
Det finns många albaner som gjort karriär i USA, bland dessa skådespelarna Jim Belushi, John Belushi och Eliza Dushku.